# Савельева, Ирина Валентиновна
Ирина Валентиновна Савельева (род. 31 октября 1958, Москва) — российский политический деятель, депутат Государственной думы четвёртого созыва.

## Биография
Образование высшее — окончила Московский станкоинструментальный институт, инженер-механик. Член Президиума Центрального Политсовета Партии Национального Возрождения «Народная воля», заместитель главного редактора газеты «Время».

### Депутат госдумы
Депутат Государственной Думы от избирательного блока «Родина» (народно-патриотический союз)".